# Acke Sjöstrand
Carl-Axel (Acke) Sjöstrand, född 2 april 1875 i Stockholm, död 22 januari 1927 i London, var en svensk målare, tecknare och sångare.
Han var son till affärsmannen Axel Bernadotte Sjöstrand och hans hustru Anna Sofia och från 1898 gift med sin kusin konstnären Helmi Sjöstrand samt sonson till Carl Johan Sjöstrand och brorson till Carl Eneas Sjöstrand. Han visade redan i sin ungdom konstnärliga anlag men det var först under de sista 10-20 åren av sitt liv som han helhjärtat arbetade som konstnär. Efter olika anställningar inom affärsbranschen där han till slut vantrivdes for han till Berlin 1911 för att utbilda sig till sångare för Gemma Bellincioni under tre års tid. När första världskriget bröt ut återvände han till Sverige där han gav konserter i bland annat Malmö, Helsingborg och Landskrona. Han var bosatt i Köpenhamn 1915–1917 och började där så smått utföra mindre konstverk och medverkade i Kunstnernes Efteraarsudstilling 1916. Efter krigsslutet flyttade han till Dortmund där han tog upp sina avbrutna sångstudier men efter att han ådrog sig en bronkit tvingades han avbryta sina musikstudier.
I stället började han ny på heltid arbeta som konstnär och blev känd som en skicklig porträttör. Han lyckades utverka tillstånd att måla i de westfaliska kolgruvorna och utförde där en serie arbetes- och miljöbilder som huvudsakligen såldes i Tyskland. Efter konstutställningar i Dortmund och München fick han beställningar på ett stort antal porträtt men även hans stadsbilder från Münster väckte uppskattning. På senhösten 1918 reste han till byn Vaassen nära Apeldoorn i Nederländerna där han var verksam fram till 1920 och målade porträtt och stadsbilder. Efter att han under ett år varit bosatt i Scheveningen reste han 1921 till Spanien där han arrangerade två separatutställningar i Palma de Mallorca 1923 och en i Barcelona 1924. På rekommendation av den engelska politikern Émile Joseph Dillon flyttade han till London 1925 där han blev mycket populär som porträttmålare inom societeten. Vid sidan av sitt beställningsmåleri ägnade han sig även åt att måla olika ras- och folktyper. Han genomförde sin sista utställning på Whitechapel Art Gallery 1926 tillsammans med några svenska yngre konstnärskolleger där kritikerna yttrade sig positivt om hans förmåga att återge olika människotyper och miljöer. Av hans omkring 500 oljemålningar och teckningar finns omkring 2/3 i Sverige medan de övriga är spridda i Tyskland, Nederländerna, Spanien, England och USA. Minnesutställningar med hans konst har visats på Konstnärshuset i Stockholm 1928, Skånska konstmuseum i Lund 1932 och på Malmö museum 1943. Sjöstrand är representerad vid Nationalmuseum, Göteborgs museum, Malmö museum och olika museer i utlandet.